# Endocarpon myeloxanthum
Endocarpon myeloxanthum är en lavart som beskrevs av Breuss. Endocarpon myeloxanthum ingår i släktet Endocarpon och familjen Verrucariaceae.   Inga underarter finns listade i Catalogue of Life.